# Euphorbia ensifolia
Euphorbia ensifolia es una especie fanerógama perteneciente a la familia de las euforbiáceas. 

## Distribución
Se encuentra en Madagascar las provincias de Antananarivo, Fianarantsoa y Toliara. Su natural hábitat son los pastizales subtropicales o tropicales de altitud.  Está amenazado por la pérdida de hábitat.

## Descripción
Es una planta herbácea, que se encuentra en lugares subhúmedos de montaña a una altitud de  1000-2499 metros.

## Taxonomía
Euphorbia ensifolia fue descrita por John Gilbert Baker y publicado en Journal of the Linnean Society, Botany 20: 251. 1883.
Etimología
Euphorbia: nombre genérico que deriva del médico griego del rey Juba II de Mauritania (52 a 50 a. C. - 23), Euphorbus, en su honor – o en alusión a su gran vientre –  ya que usaba médicamente Euphorbia resinifera. En 1753 Carlos Linneo asignó el nombre a todo el género.
ensifolia: epíteto latino que significa "con hojas en forma de espada".